# Sex, lögner och terapi
Sex, lögner och terapi: verkligheten bakom vår tids häxprocesser är en bok av den svenska journalisten och författaren Lilian Öhrström som beskriver hur "dolda minnen" utgör en fara för rättssäkerheten.
Öhrström tilldelades 1996 priset Årets folkbildare av föreningen Vetenskap och Folkbildning.

## Utgåva
- 1996 - Öhrström, Lilian. Sex, lögner och terapi: verkligheten bakom vår tids häxprocesser. Stockholm: Norstedt. Libris 7156834. ISBN 91-1-952211-8